# Utwardzanie cieplne
Utwardzanie cieplne – rodzaj obróbki cieplnej metali polegający na połączeniu hartowania z niskim odpuszczaniem. Stosowane jest w celu m.in. zwiększenia twardości z jednoczesnym usunięciem naprężeń hartowniczych. Stosowane np. do polepszania własności narzędzi.